# 第72回英国アカデミー賞
第72回英国アカデミー賞（だい72かいえいこくアカデミーしょう）は、2018年の映画を対象としており、2019年2月10日にロンドンのロイヤル・アルバート・ホールで授賞式が行われた。司会はジョアンナ・ラムレイが務めた。

## 受賞とノミネート
ノミネートは2019年1月9日に発表された。

### フェローシップ賞
- セルマ・スクーンメイカー

### 功労賞
- スティーヴン・ウーリー、エリザベス・カールセン（英語版）[4]

| 作品賞 | 監督賞 |
| --- | --- |
| - 『ROMA/ローマ』 - 『ブラック・クランズマン』 - 『女王陛下のお気に入り』 - 『グリーンブック』 - 『アリー/ スター誕生』 | - アルフォンソ・キュアロン - 『ROMA/ローマ』 - ブラッドリー・クーパー - 『アリー/ スター誕生』 - ヨルゴス・ランティモス - 『女王陛下のお気に入り』 - スパイク・リー - 『ブラック・クランズマン』 - パヴェウ・パヴリコフスキ - 『COLD WAR あの歌、2つの心』 |
| 主演男優賞 | 主演女優賞 |
| - ラミ・マレック - 『ボヘミアン・ラプソディ』 - クリスチャン・ベール - 『バイス』 - スティーヴ・クーガン - 『僕たちのラストステージ』 - ブラッドリー・クーパー - 『アリー/ スター誕生』 - ヴィゴ・モーテンセン - 『グリーンブック』                                                                                                | - オリヴィア・コールマン - 『女王陛下のお気に入り』 - グレン・クローズ - 『天才作家の妻 40年目の真実』 - ヴィオラ・デイヴィス - 『ロスト・マネー 偽りの報酬』 - レディー・ガガ - 『アリー/ スター誕生』 - メリッサ・マッカーシー - 『ある女流作家の罪と罰』 |
| 助演男優賞 | 助演女優賞 |
| - マハーシャラ・アリ - 『グリーンブック』 - アダム・ドライバー - 『ブラック・クランズマン』 - リチャード・E・グラント - 『ある女流作家の罪と罰』 - ティモシー・シャラメ - 『ビューティフル・ボーイ』 - サム・ロックウェル - 『バイス』                                                                                             | - レイチェル・ワイズ - 『女王陛下のお気に入り』 - エイミー・アダムス - 『バイス』 - クレア・フォイ - 『ファースト・マン』 - マーゴット・ロビー - 『ふたりの女王 メアリーとエリザベス』 - エマ・ストーン - 『女王陛下のお気に入り』 |
| オリジナル脚本賞 | 脚色賞 |
| - デボラ・デイヴィス、トニー・マクナマラ – 『女王陛下のお気に入り』 - ヤヌシュ・グウォヴァツキ、パヴェウ・パヴリコフスキ - 『COLD WAR あの歌、2つの心』 - ブライアン・ヘインズ・クリー、ピーター・ファレリー、ニック・バレロンガ - 『グリーンブック』 - アルフォンソ・キュアロン – 『ROMA/ローマ』 - アダム・マッケイ – 『バイス』 | - チャーリー・ワックテル、デヴィッド・ラビノウィッツ、ケヴィン・ウィルモット、スパイク・リー – 『ブラック・クランズマン』 - ニコール・ホロフセナー、ジェフ・ウィッティー – 『ある女流作家の罪と罰』 - ジョシュ・シンガー – 『ファースト・マン』 - バリー・ジェンキンス – 『ビール・ストリートの恋人たち』 - エリック・ロス、ブラッドリー・クーパー、ウィル・フェッターズ – 『アリー/ スター誕生』 |
| 撮影賞 | 新人賞 |
| - アルフォンソ・キュアロン - 『ROMA/ローマ』 - ニュートン・トーマス・サイジェル - 『ボヘミアン・ラプソディ』 - ウカシュ・ジャル - 『COLD WAR あの歌、2つの心』 - ロビー・ライアン – 『女王陛下のお気に入り』 - リヌス・サンドグレン – 『ファースト・マン』                                                                         | - マイケル・ピアース - 『Beast』 - ダン・ココタジョ - 『Apostasy』 - クリス・ケリー - 『A Cambodian Spring』 - リアン・ウェルハム - 『Pili』 - リチャード・ビリンガム - 『Ray & Liz』 |
| 英国作品賞 | ドキュメンタリー賞 |
| - 『女王陛下のお気に入り』 - 『Beast』 - 『ボヘミアン・ラプソディ』 - 『マックイーン: モードの反逆児』 - 『僕たちのラストステージ』 - 『ビューティフル・デイ』 | - 『フリーソロ』 - 『マックイーン: モードの反逆児』 - 『RBG 最強の85才』 - 『まったく同じ3人の他人』 - 『彼らは生きていた』 |
| 作曲賞 | 音響賞 |
| - ブラッドリー・クーパー、レディー・ガガ、ルーカス・ネルソン - 『アリー/ スター誕生』 - テレンス・ブランチャード - 『ブラック・クランズマン』 - ニコラス・ブリテル – 『ビール・ストリートの恋人たち』 - アレクサンドル・デスプラ – 『犬ヶ島』 - マーク・シャイマン - 『メリー・ポピンズ リターンズ』                               | - 『ボヘミアン・ラプソディ』 - 『ファースト・マン』 - 『ミッション:インポッシブル/フォールアウト』 - 『クワイエット・プレイス』 - 『アリー/ スター誕生』 |
| 美術賞 | 特殊視覚効果賞 |
| - 『女王陛下のお気に入り』 - 『ファンタスティック・ビーストと黒い魔法使いの誕生』 - 『ファースト・マン』 - 『メリー・ポピンズ リターンズ』 - 『ROMA/ローマ』 | - 『ブラックパンサー』 - 『アベンジャーズ/インフィニティ・ウォー』 - 『ファースト・マン』 - 『ファンタスティック・ビーストと黒い魔法使いの誕生』 - 『レディ・プレイヤー1』 |
| 衣裳デザイン賞 | メイクアップ&ヘア賞 |
| - 『女王陛下のお気に入り』 - 『バスターのバラード』 - 『ボヘミアン・ラプソディ』 - 『メリー・ポピンズ リターンズ』 - 『ふたりの女王 メアリーとエリザベス』 | - 『女王陛下のお気に入り』 - 『ボヘミアン・ラプソディ』 - 『僕たちのラストステージ』 - 『ふたりの女王 メアリーとエリザベス』 - 『バイス』 |
| 編集賞 | 非英語作品賞 |
| - 『バイス』 - 『ボヘミアン・ラプソディ』 - 『女王陛下のお気に入り』 - 『ファースト・マン』 - 『ROMA/ローマ』 | - 『ROMA/ローマ』 - 『存在のない子供たち』 - 『COLD WAR あの歌、2つの心』 - 『ドッグマン』 - 『万引き家族』 |
| アニメ映画賞 | 短編アニメ賞 |
| - 『スパイダーマン:スパイダーバース』 - 『インクレディブル・ファミリー』 - 『犬ヶ島』 | - 『Roughhouse』 - 『I'm OK』 - 『Marfa』 |
| 短編実写賞 | EEライジング・スター賞 |
| - 『73 Cows』 - 『Bachelor, 38』 - 『The Blue Door』 - 『The Field』 - 『Wale』 | - レティーシャ・ライト - ジェシー・バックリー - シンシア・エリヴォ - バリー・コーガン - ラキース・スタンフィールド |

## 複数の部門でのノミネート
| ノミネート | 映画                                                 |
| ---------- | ---------------------------------------------------- |
| 12         | 『女王陛下のお気に入り』                             |
| 7          | 『アリー/ スター誕生』                               |
| 7          | 『ボヘミアン・ラプソディ』                           |
| 7          | 『ファースト・マン』                                 |
| 7          | 『ROMA/ローマ』                                      |
| 6          | 『バイス』                                           |
| 5          | 『ブラック・クランズマン』                           |
| 4          | 『COLD WAR あの歌、2つの心』                         |
| 4          | 『グリーンブック』                                   |
| 3          | 『ある女流作家の罪と罰』                             |
| 3          | 『メリー・ポピンズ リターンズ』                      |
| 3          | 『ふたりの女王 メアリーとエリザベス』                |
| 3          | 『僕たちのラストステージ』                           |
| 2          | 『ファンタスティック・ビーストと黒い魔法使いの誕生』 |
| 2          | 『ビール・ストリートの恋人たち』                     |
| 2          | 『犬ヶ島』                                           |